# 경숙
경숙(본명: 김현아, 1968년 2월 23일 ~ )은 대한민국의 배우이다.

## 생애
1991년 MBC 드라마 《산너머 저쪽》에 출연하면서 연기에 입문했다. 1996년 미국 유학을 떠났으나 1997년 IMF가 터지면서 경제적인 어려움에 봉착했고 비자카드 문제와 개인적인 일까지 겹쳐 귀국길에 올라야 했다.

## 학력
- 대원외국어고등학교 (졸업)
- 서울예술전문대학 학과 미상 전문학사 (졸업)

## 경력
- 2004년 강원도 홍보대사
- 2009년 대한민국 농촌진흥청 버섯 홍보대사

## 출연

### 방송

#### 드라마
- 1992년 KBS 2TV 《맥랑시대》
- 1998년 KBS 1TV 《내사랑 내곁에》
- 2000년 KBS 2TV 《RNA》 - 최윤미 역
- 2001년 KBS 2TV 《동양극장》 - 차홍진 역
- 2003년 KBS 2TV 《나는 이혼하지 않는다》 - 한정선 역
- 2005년 KBS 2TV 《KBS 드라마시티 - 민들레는 피고지고》 - 나혜연 역
- 2006년 KBS 1TV 《서울 1945》 - 윤정자 역
- 2007년 KBS 1TV 《산너머 남촌에는》 - 김경숙 역
- 2010년 KBS 2TV 《국가가 부른다》 - 백경은 역
- 2012년 KBS 2TV 《사랑아 사랑아》 - 오방순 역
- 2013년 JTBC 《가시꽃》 - 현 여사 역
- 2016년 KBS 1TV 《별난 가족》 - 정주란 역
- 2017년 네이버TV 《생활 밀착 활극 - 퍼펙트 맨》 - 아내 역
- 2018년 KBS 2TV 《같이 살래요》 - 서 관장 역
- 2019년 KBS 1TV 《꽃길만 걸어요》 - 구윤경 (구기자) 역
- 2020년 SBS 《굿캐스팅》 - 박경숙 역
- 2021년 KBS 2TV 《미스 몬테크리스토》 - 금은화 역
- 2022년 KBS 1TV 《내 눈에 콩깍지》 - 차윤희 역

#### 재연극
- 2000년 KBS 2TV 《부부클리닉 사랑과 전쟁》

#### 교양
- 2005년 J골프 《PGA 원포인트 레슨》
- 2015년 한국경제TV 《김영세의 기업가정신 콘서트》

### 영화
- 2002년 《보스 상륙 작전》 - 냉혈녀 역

### 공연

#### 연극
- 2005년 《미스루사》 - 두옥 처 역

## 수상
- 1990년 미스코리아 경기 미